# 第33回アカデミー賞
第33回アカデミー賞（だい33かいアカデミーしょう）は、1961年4月17日に発表・授賞式が行われた。司会はボブ・ホープ。

## 式典
授賞式はこれまでハリウッドにあるパンテージ・シアター (Pantages Theatre) で行われていたが、スタンリー・キューブリックの『スパルタカス』上映のために大きなスクリーンが必要になり、サンタモニカにあるサンタモニカ・シヴィル・オーディトリアムで行われた。

## 候補と受賞の一覧
太字は受賞である。また、以下での人名表記は
1. 作品の日本語公式情報およびAMPAS公式サイトの日本版とWOWOWによる授賞式放送での表記に準ずる。
2. 見当たらない場合はデータベースサイトなどを参考。
3. それでもない場合は英語表記のままとする。

| 作品賞 | 監督賞 |
| --- | --- |
| - 『アパートの鍵貸します』 - 『エルマー・ガントリー/魅せられた男』 - 『息子と恋人』 - 『アラモ』 - 『サンダウナーズ』 | - ビリー・ワイルダー – 『アパートの鍵貸します』 - アルフレッド・ヒッチコック – 『サイコ』 - ジュールス・ダッシン – 『日曜はダメよ』 - ジャック・カーディフ – 『息子と恋人』 - フレッド・ジンネマン – 『サンダウナーズ』 |
| 主演男優賞 | 主演女優賞 |
| - バート・ランカスター – 『エルマー・ガントリー/魅せられた男』 - トレヴァー・ハワード – 『息子と恋人』 - ジャック・レモン – 『アパートの鍵貸します』 - ローレンス・オリヴィエ – 『寄席芸人』 - スペンサー・トレイシー – 『風の遺産』 | - エリザベス・テイラー – 『バタフィールド8』 - グリア・ガースン – 『ルーズベルト物語』 - デボラ・カー – 『サンダウナーズ』 - シャーリー・マクレーン – 『アパートの鍵貸します』 - メリナ・メルクーリ – 『日曜はダメよ』 |
| 助演男優賞 | 助演女優賞 |
| - ピーター・ユスティノフ – 『スパルタカス』 - ピーター・フォーク – 『殺人会社』 - ジャック・クルーシェン – 『アパートの鍵貸します』 - サル・ミネオ – 『栄光への脱出』 - チル・ウィルス – 『アラモ』 | - シャーリー・ジョーンズ –『エルマー・ガントリー/魅せられた男』 - グリニス・ジョンズ – 『サンダウナーズ』 - シャーリー・ナイト – 『階段の上の暗闇』 - ジャネット・リー – 『サイコ』 - メアリー・ユーア – 『息子と恋人』 |
| 脚本賞 | 脚色賞 |
| - 『アパートの鍵貸します』 – ビリー・ワイルダー、I・A・L・ダイアモンド - 『日曜はダメよ』 – ジュールス・ダッシン - 『二十四時間の情事』 – マルグリット・デュラス - The Angry Silence – リチャード・グレグソン、マイケル・クレイグ、ブライアン・フォーブス - 『よろめき珍道中』 – メルヴィン・フランク、ノーマン・パナマ | - 『エルマー・ガントリー/魅せられた男』 – リチャード・ブルックス - 『風の遺産』 – ネドリック・ヤング、ハロルド・ジェイコブ・スミス - 『息子と恋人』 – ギャヴィン・ランバート、T・E・B・クラーク - 『サンダウナーズ』 – イソベル・レナート - Tunes of Glory – ジェームズ・ケナウェイ |
| 外国語映画賞 | |
| - 『処女の泉』 (スウェーデン) - 『ゼロ地帯』 (イタリア) - 『真実』(フランス) - Macario (メキシコ) - The Ninth Circle (ユーゴスラヴィア) | |
| 長編ドキュメンタリー映画賞 | 短編ドキュメンタリー映画賞 |
| - 『金色の名馬ノーチカル号』 - Rebel in Paradise | - Giuseppina - Beyond Silence - En by ved navn København - George Grosz' Interregnum - Universe |
| 短編実写映画賞 | 短編アニメ映画賞 |
| - Day of the Painter - The Creation of Woman - 『絶海の島々』 - A Sport Is Born | - Munro - Goliath II - High Note - Mouse and Garden - A Place in the Sun |
| ドラマ・コメディ映画音楽賞 | ミュージカル映画音楽賞 |
| - 『栄光への脱出』 – アーネスト・ゴールド - 『エルマー・ガントリー/魅せられた男』 – アンドレ・プレヴィン - 『スパルタカス』 – アレックス・ノース - 『アラモ』 – ディミトリ・ティオムキン - 『荒野の七人』 – エルマー・バーンスタイン | - 『わが恋は終りぬ』 – モリス・W・ストロフ、ハリー・サックマン - 『ベルズ・アー・リンギング』 – アンドレ・プレヴィン - 『カンカン』 – ネルソン・リドル - 『ぺぺ』 – ジョン・グリーン - 『恋をしましょう』 – ライオネル・ニューマン、アール・H・ヘイゲン |
| 歌曲賞 | 録音賞 |
| - "Never on Sunday"（『日曜はダメよ』） – マノス・ハジダキス（作詞・作曲） - "The Second Time Around"（High Time） – ジミー・ヴァン・ヒューゼン（作曲）、サミー・カーン（作詞） - "Faraway Part of Town"（『ぺぺ』） – アンドレ・プレヴィン（作曲）、ドリー・ランドン - "The Green Leaves of Summer"（『アラモ』） – ディミトリ・ティオムキン（作曲）、ポール・フランシス・ウェブスター（作詞） - "The Facts of Life"（『よろめき珍道中』） – ジョニー・マーサー（作詞・作曲）              | - 『アラモ』 – ゴードン・E・ソーヤー、フレッド・ハインズ、サミュエル・ゴールドウィン・スタジオ・サウンド部、トッド・AO・サウンド部 - 『シマロン』 – フランクリン・ミルトン、メトロ・ゴールドウィン・スタジオ・サウンド部 - 『ぺぺ』 – チャールズ・ライス、コロンビア・スタジオ・サウンド部 - 『ルーズベルト物語』 – ジョージ・クローヴス、ワーナー・ブラザース・スタジオ・サウンド部 - 『アパートの鍵貸します』 – ゴードン・E・ソーヤー、サミュエル・ゴールドウィン・スタジオ・サウンド部 |
| 美術賞 (白黒) | 美術賞 (カラー) |
| - 『アパートの鍵貸します』 – アレクサンドル・トローネル（美術）、エドワード・G・ボイル（装置） - 『サイコ』 – ジョゼフ・ハーレイ（美術）、ロバート・クラットワージー（美術）、ジョージ・ミロ（装置） - 『息子と恋人』 – トム・モラハン（美術）、ライオネル・カウチ（装置） - 『よろめき珍道中』 – ジョセフ・マクミラン（美術）、ケネス・A・レイド (美術)、ロス・ダウド - 『底抜け宇宙旅行』 – ハル・ペレイラ（美術）、ウォルター・タイラー（美術）、サム・コマー (装置)、アーサー・クラムズ | - 『スパルタカス』 – アレクサンダー・ゴリツィン（美術）、エリック・オーボム（美術）、ラッセル・A・ガスマン（装置）、ジュリア・ヘロン（装置） - 『シマロン』 – ジョージ・W・デイヴィス（美術）、アディソン・ハー（美術）、ヘンリー・グレイス（装置）、ヒュー・ハント（装置）、オットー・シーゲル - 『ナポリ湾』 – ハル・ペレイラ（美術）、ローランド・アンダーソン（美術）、サム・コマー（装置）、アルリーゴ・ブレスキ (装置) - 『ぺぺ』 – テッド・ハワース（美術）、ウィリアム・キアナン（装置） - 『ルーズベルト物語』 – エドワード・カレア（美術）、ジョージ・ジェイムズ・ホプキンス（装置） |
| 撮影賞 (白黒) | 撮影賞 (カラー) |
| - 『息子と恋人』 – フレディ・フランシス - 『風の遺産』 – アーネスト・ラズロ - 『サイコ』 – ジョン・L・ラッセル - 『アパートの鍵貸します』 – ジョセフ・ラシェル - 『よろめき珍道中』 – チャールズ・ラング | - 『スパルタカス』 – ラッセル・メティ - 『バタフィールド8』 – ジョセフ・ルッテンバーグ、チャールズ・ハートン - 『栄光への脱出』 – サム・リーヴィット - 『ぺぺ』 – ジョー・マクドナルド - 『アラモ』 – ウィリアム・H・クローシア |
| 衣裳デザイン賞 (白黒) | 衣裳デザイン賞 (カラー) |
| - 『よろめき珍道中』 – イーディス・ヘッド、エドワード・スティーヴンソン - 『日曜はダメよ』 – Deni Vachlioti - 『処女の泉』 – マリク・ヴォス - 『賭場荒し』 – ビル・トーマス - 『暗黒街の帝王レッグス・ダイヤモンド』 – ハワード・シュープ | - 『スパルタカス』 – ビル・トーマス、ヴァレス - 『カンカン』 – アイリーン・シャラフ - 『誰かが狙っている』 – アイリーン - 『ぺぺ』 – イーディス・ヘッド - 『ルーズベルト物語』 – マージョリー・ベスト |
| 編集賞 | 視覚効果賞 |
| - 『アパートの鍵貸します』 – ダニエル・マンデル - 『風の遺産』 – フレデリック・ナッズソン - 『ペペ』 – ヴァイオラ・ローレンス、アル・クラーク - 『スパルタカス』 – ロバート・ローレンス - 『アラモ』 – スチュアート・ギルモア | - 『タイム・マシン 80万年後の世界へ』 – ジーン・ウォレン、ティム・バー - 『最後の航海』 – A・J・ローマン |

### アカデミー名誉賞
- ゲイリー・クーパー
- スタン・ローレル

### アカデミー子役賞
- ヘイリー・ミルズ

### ジーン・ハーショルト友愛賞
- ソル・レッサー

### プレゼンター
| プレゼンター             | 賞                               |
| ------------------------ | -------------------------------- |
| スティーヴ・アレン       | 歌曲賞                           |
| Jayne Meadows            | 歌曲賞                           |
| ポリー・バーゲン         | 視覚効果賞                       |
| リチャード・ウィドマーク | 視覚効果賞                       |
| ユル・ブリンナー         | 主演女優賞                       |
| キティ・カーライル       | 脚色賞・脚本賞                   |
| モス・ハート             | 脚色賞・脚本賞                   |
| シド・チャリシー         | 撮影賞                           |
| トニー・マーティン       | 撮影賞                           |
| ベティ・コムデン         | 編集賞                           |
| アドルフ・グリーン       | 編集賞                           |
| ウェンデル・コーリー     | 短編アニメ映画賞・短編実写映画賞 |
| スーザン・ストラスバーグ | 短編アニメ映画賞・短編実写映画賞 |
| トニー・カーティス       | ドキュメンタリー映画賞           |
| ジャネット・リー         | ドキュメンタリー映画賞           |
| ボビー・ダーリン         | 音楽賞                           |
| サンドラ・ディー         | 音楽賞                           |
| グリア・ガースン         | 主演男優賞                       |
| ヒュー・グリフィス       | 助演女優賞                       |
| オードリー・ヘプバーン   | 作品賞                           |
| ジム・ハットン           | 録音賞                           |
| ポーラ・プレンティス     | 録音賞                           |
| エリック・ジョンストン   | 外国語映画賞                     |
| ダニー・ケイ             | 名誉賞 (スタン・ローレル)        |
| ジーナ・ロロブリジーダ   | 監督賞                           |
| ティナ・ルイーズ         | 美術賞                           |
| トニー・ランドール       | 美術賞                           |
| バーバラ・ラッシュ       | 衣裳デザイン賞                   |
| ロバート・スタック       | 衣裳デザイン賞                   |
| エヴァ・マリー・セイント | 助演男優賞                       |
| シャーリー・テンプル     | 子役賞                           |
| ウィリアム・ワイラー     | 名誉賞 (ゲイリー・クーパー)      |

### 統計
| 候補数           | 作品名                            | 部門 | 受賞数 |
| ---------------- | --------------------------------- | --- | ------ |
| 10               | アパートの鍵貸します              | 作品賞、監督賞、主演男優賞、主演女優賞、助演男優賞、脚本賞、撮影賞（白黒）、編集賞、美術賞（白黒）、録音賞   | 5      |
| 7                | アラモ                            | 作品賞、助演男優賞、撮影賞（カラー）、劇・喜劇映画音楽賞、歌曲賞、音響賞、編集賞、                           | 1      |
| 7                | 息子と恋人                        | 作品賞、主演男優賞、助演女優賞、監督賞、脚色賞、撮影賞（白黒）、美術賞（白黒）                               | 1      |
| 7                | ペペ                              | 撮影賞（カラー）、ミュージカル映画音楽賞、歌曲賞、美術賞（カラー）、衣装デザイン賞（カラー）、音響賞、編集賞 |        |
| 6                | スパルタカス                      | 助演男優賞、撮影賞（カラー）、劇・喜劇映画音楽賞、美術賞（カラー）、衣装デザイン賞（カラー）、編集賞         | 4      |
| 5                | エルマー・ガントリー/魅せられた男 | 作品賞、主演男優賞、助演女優賞、脚色賞、劇・喜劇映画音楽賞                                                   | 3      |
| 5                | 日曜はダメよ                      | 主演女優賞、監督賞、脚本賞、歌曲賞、衣装デザイン賞（白黒）                                                   | 1      |
| 5                | よろめき珍道中                    | 脚本賞、撮影賞（白黒）、歌曲賞、美術賞（白黒）、衣装デザイン賞（白黒）                                       | 1      |
| 5                | サンダウナーズ                    | 作品賞、主演女優賞、助演女優賞、監督賞、脚色賞                                                               |        |
| 4                | ルーズベルト物語                  | 主演女優賞、美術賞（カラー）、衣装デザイン賞（カラー）、音響賞                                               |        |
| 4                | サイコ                            | 助演女優賞、監督賞、撮影賞（白黒）、美術賞（白黒）                                                           |        |
| 3                | 風の遺産                          | 主演男優賞、脚色賞、撮影賞（白黒）                                                                           |        |
| 3                | 栄光への脱出                      | 助演男優賞、撮影賞（カラー）、劇・喜劇映画音楽賞                                                             | 1      |
| 2                | バタフィールド8                   | 主演女優賞、撮影賞（カラー）                                                                                 | 1      |
| 2                | 処女の泉                          | 外国語映画賞、衣装デザイン賞（白黒）                                                                         | 1      |
| 2                | カンカン                          | ミュージカル映画音楽賞、衣装デザイン賞（カラー）                                                             |        |
| 2                | シマロン                          | 美術賞（カラー）、音響賞                                                                                     |        |
| 1 （受賞作のみ） | わが恋は終りぬ                    | ミュージカル映画音楽賞                                                                                       | 1      |
| 1 （受賞作のみ） | タイム・マシン 80万年後の世界へ   | 特殊効果賞                                                                                                   | 1      |
| 1 （受賞作のみ） | 金色の名馬ノーチカル号            | ドキュメンタリー長編賞                                                                                       | 1      |
| 1 （受賞作のみ） | Giuseppina                        | ドキュメンタリー短編賞                                                                                       | 1      |
| 1 （受賞作のみ） | Day of the Painter                | 短編実写賞                                                                                                   | 1      |
| 1 （受賞作のみ） | Munro                             | 短編アニメ賞                                                                                                 | 1      |

## 参照
1. ↑  “第33回アカデミー賞 (1961) ノミネート・受賞”. oscars.org. 2015年1月9日閲覧。